# Distrito de Viborg
El distrito de Viborg (Viborg Amt en danés) era uno de los 16 distritos en que se dividía administrativamente Dinamarca hasta 2006. Ubicado en la costa occidental de la península de Jutlandia, su capital era la ciudad de Viborg.
A partir del 1 de enero de 2007, el distrito fue integrado principalmente en la nueva región de Midtjylland y algunos territorios del norte en Nordjylland, como parte de la reforma administrativa implementada en el país.
Estaba compuesto por 17 comunas:
| - Aalestrup - Bjerringbro - Fjends - Hanstholm - Hvorslev - Karup - Kjellerup - Morsø - Møldrup | - Sallingsund - Skive - Spøttrup - Sundsøre - Sydthy - Thisted - Tjele - Viborg |